# Oceanaspidiotus pangoensis
Oceanaspidiotus pangoensis är en insektsart som först beskrevs av Doane och Ferris 1916.  Oceanaspidiotus pangoensis ingår i släktet Oceanaspidiotus och familjen pansarsköldlöss. Inga underarter finns listade i Catalogue of Life.